# (7461) Kachmokiam
(7461) Kachmokiam – planetoida należąca do zewnętrznej części pasa głównego asteroid okrążająca Słońce w ciągu 5 lat i 279 dni w średniej odległości 3,21 j.a. Została odkryta 3 października 1984 roku w Oak Ridge Observatory. Przed nadaniem nazwy planetoida nosiła oznaczenie tymczasowe (7461) 1984 TD.